# Kathrine Harsem
Kathrine Rolsted Harsem, née le 7 février 1989 à Oslo, est une fondeuse norvégienne.

## Biographie
Kathrine Harsem, licenciée au IL Varden, participe à des compétitions de la FIS à partir de l'hiver 2006-2007. 
Elle apparaît pour la première fois en Coupe du monde en mars 2010 au sprint d'Oslo. Elle a remporté une médaille de bronze sur le sprint des Championnats du monde des moins de 23 ans derrière Mari Laukkanen et Denise Herrmann quelques semaines plus tôt à Hinterzarten. Elle marque ses premiers points lors de la saison 2012-2013 et atteint le top 10 pour la première fois en 2014. Elle remporte les éditions 2014 et 2015 de la Coupe de Scandinavie.
Elle établit son meilleur classement général dans la Coupe du monde lors de la saison 2016-2017, où elle figure 13e, qui est également la place qu'elle obtient sur le sprint lors des Championnats du monde 2017 à Lahti. Cet hiver, elle a atteint le stade de la finale dans la Coupe du monde pour la première fois à Val Müstair, terminant quatrième, résultat qu'elle répète à Drammen.
En janvier 2018, elle obtient le premier podium en Coupe du monde de sa carrière en terminant deuxième du sprint classique de Planica, gagné par Stina Nilsson. Le mois suivant, Harsem honore sa sélection sur le sprint aux Jeux olympiques de Pyeongchang, prenant la 18e place au sprint classique.
En revanche lors de la saison suivante, elle ne peut réaliser les mêmes performances, se trouvant dans le dur mentalement, ce qui l'affecte physiquement aussi.

## Palmarès

### Jeux olympiques d'hiver
| Épreuve / Édition   | Sprint                           | Sprint    | 10 km | 10 km                            | Skiathlon 2 × 7,5 km | 30 km | Relais | Relais   |
| Épreuve / Édition   | libre                            | classique | libre | classique                        | Skiathlon 2 × 7,5 km | 30 km | Sprint | 4 × 5 km |
| JO 2018 Pyeongchang | Épreuve inexistante à cette date | 18e       | —     | Épreuve inexistante à cette date | —                    |       |        |          |

Légende :
- : pas d'épreuve
- — : Non disputée par Harsem

### Championnats du monde
| Épreuve / Édition   | Sprint | Sprint                           | 10 km                            | 10 km     | Skiathlon 2 × 7,5 km | 30 km | Relais | Relais   |
| Épreuve / Édition   | libre  | classique                        | libre                            | classique | Skiathlon 2 × 7,5 km | 30 km | Sprint | 4 × 5 km |
| Mondiaux 2017 Lahti | 13e    | Épreuve inexistante à cette date | Épreuve inexistante à cette date | —         | —                    | —     | —      | —        |

Légende :
- : pas d'épreuve
- — : Non disputée par Kathrine Harsem

### Coupe du monde
- Meilleur classement général : 13e en 2017.
- 1 podium individuel : 1 troisième place.

#### Classements par saison
| Saison / Épreuve | Général | Général | Distance | Distance | Sprint | Sprint | Tour de ski depuis 2007 | Finales depuis 2008              | Nordic Opening depuis 2011 |
| ---------------- | ------- | ------- | -------- | -------- | ------ | ------ | ----------------------- | -------------------------------- | -------------------------- |
| Saison / Épreuve | Place   | Points  | Place    | Points   | Place  | Points | Tour de ski depuis 2007 | Finales depuis 2008              | Nordic Opening depuis 2011 |
| 2013             | 95e     | 14      | -        | -        | 59e    | 14     | -                       | -                                | -                          |
| 2014             | 47e     | 124     | 58e      | 28       | 22e    | 96     | -                       | 33e                              | -                          |
| 2015             | 47e     | 140     | 68e      | 16       | 18e    | 124    | -                       | Épreuve inexistante à cette date | 32e                        |
| 2016             | 29e     | 243     | 31e      | 79       | 18e    | 140    | -                       | -                                | 19e                        |
| 2017             | 13e     | 529     | 18e      | 226      | 12e    | 175    | 15e                     | 18e                              | 12e                        |
| 2018             | 14e     | 481     | 16e      | 185      | 9e     | 208    | Abandon                 |                                  | 11e                        |
| 2019             | 92e     | 13      | -        | -        | 59e    | 13     | -                       | -                                | 19e                        |
| 2020             | 70e     | 35      | 63e      | 13       | 52e    | 22     | 15e                     | 18e                              | 12e                        |
| 2021             | 125e    | 1       | 93e      | 1        | -      | -      | -                       |                                  |                            |

### Championnats du monde des moins de 23 ans
- Hinterzarten 2010 : 
  -  Médaille de bronze en sprint libre.

### Championnats du monde de rollerski
Elle remporte deux médailles en 2011 : l'or avec le relais et l'argent sur le sprint.

### Coupe de Scandinavie
- Gagnante du classement général en 2014 et 2015.
- 20 podiums, dont 7 victoires.

### Championnats de Norvège
- Championne sur le cinq kilomètres classique en 2015.